# Izokefalizm

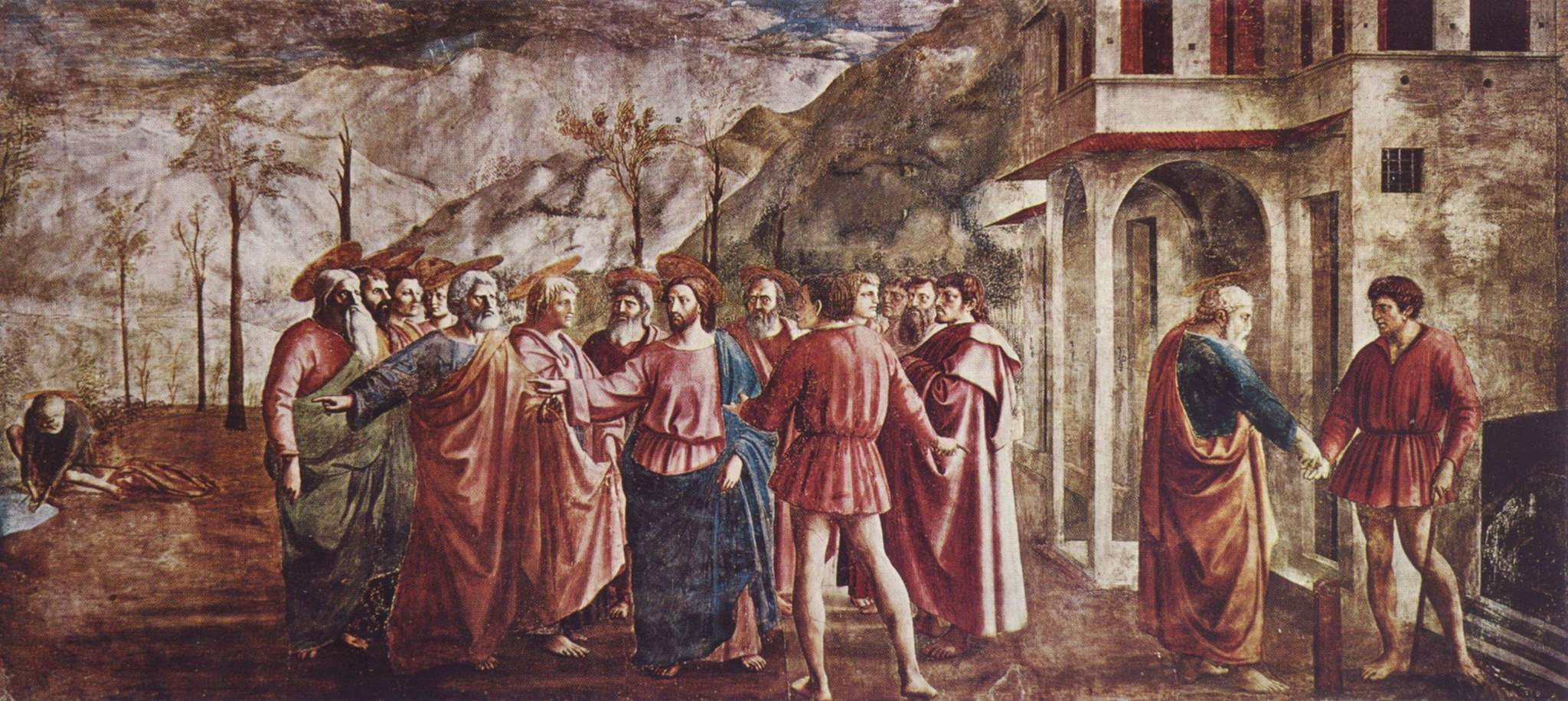
Fragment fresków Masaccia w kaplicy Brancaccich

Izokefalizm, izokefalia (gr. isos – równy, kefale – głowa),  sposób kompozycji układów wielofigurowych stosowany w rzeźbiarstwie i malarstwie polegający na tym, że głowy przedstawianych postaci znajdują się na tej samej wysokości.
Izokefalizm występował w antycznych płaskorzeźbach (babilońskich, asyryjskich, egipskich), archaicznej sztuce greckiej. Stosowali go  bizantyjscy mozaikarze (np. bazylika Sant’Apollinare Nuovo w Rawennie) oraz średniowieczni malarze. Jako praktycznie bezwzględny wymóg izokefalizm traktowany był w gotyckich, XIII-wiecznych reliefach francuskich. Przestrzegali go również malarze włoscy wczesnego renesansu. Później został zarzucony.